# Rezolucja Rady Bezpieczeństwa ONZ nr 1764
Rezolucja Rady Bezpieczeństwa ONZ nr 1764 została przyjęta 29 czerwca 2007 podczas 5713. posiedzenia Rady.
Rezolucja ma charakter deklaracji politycznej związanej ze zmianą osoby Wysokiego Przedstawiciela dla Bośni i Hercegowiny. Christiana Schwarza-Schillinga z Niemiec zastąpił wówczas Miroslav Lajčák (Słowacja). Rada składa zwyczajowe podziękowania ustępującemu wysokiemu przedstawicielowi i zapewnia o dużej wadze, jaką przywiązuje do działań tego urzędu.